# Ambasada Panamy przy Stolicy Apostolskiej
Ambasada Republiki Panamy przy Stolicy Apostolskiej – misja dyplomatyczna Republiki Panamy przy Stolicy Apostolskiej. Ambasada mieści się w Rzymie.